# Ашихмин (фамилия)
Аши́хмин (Аши́хмина) — фамилия, скорее всего, образованная от тюркского прозвища Ашыкма «не торопись!». (Радлов, том 1, с.593).
Впервые упоминается в XVII веке среди первых известных вятских фамилий.

## Происхождение фамилии
Существуют также другие версии происхождения фамилии. Две из них приводит в Журнале «Наука и жизнь» доктор филологических наук Суперанская А. В.:
1. В центральной России в древности обитала этническая группа Аших. Возможно, на вопрос «кто ты?» или «из каких ты будешь?» люди этого этноса отвечали: аших-мин, то есть «я из этноса аших».
2. В азербайджанском языке аших значит певец-импровизатор, в турецком и болгарском его называют ашик.